# 25375 Treenajoi
25375 Treenajoi è un asteroide della fascia principale. Scoperto nel 1999, presenta un'orbita caratterizzata da un semiasse maggiore pari a 2,4274228 UA e da un'eccentricità di 0,1174653, inclinata di 2,54853° rispetto all'eclittica.